# Adrian Erlandsson
Adrian Erlandsson (Malmö, 27 oktober 1970) is een Zweedse deathmetal- en blackmetaldrummer, die momenteel speelt in Paradise Lost, Brujeria en Code. Samen met zijn vrouw speelt hij in de band Nemhain en in de Duitse darkmetalband Samsas Traum.
Voorheen speelde hij in bands als At the Gates, The Haunted, Cradle of Filth en Needleye.
Erlandsson begon op zijn elfde te drummen, toen hij zijn eerste drumstel kreeg. Hij is de oudere broer van Daniel Erlandsson, die in de deathmetalband Arch Enemy speelt.
Samen met vrienden speelde hij al op jonge leeftijd covers van oude rockbands. Met diezelfde vrienden speelden ze samen met de muziekleraar op school en uiteindelijk gingen ze hun eigen nummers schrijven. Op dat moment vormde Erlandsson zijn eerste band, Penance, een thrashmetalband die nooit een demo opnam. Wel namen ze enkele nummers op tijdens het repeteren, maar deze zijn evenmin ooit uitgebracht.
- MusicBrainz: 904c7eba-fca9-4399-906c-c0389db5a320
- Nationale Bibliotheek van Tsjechië: xx0114884
- Virtual International Authority File: 120125931